# John Devereux, 1. Baron Devereux

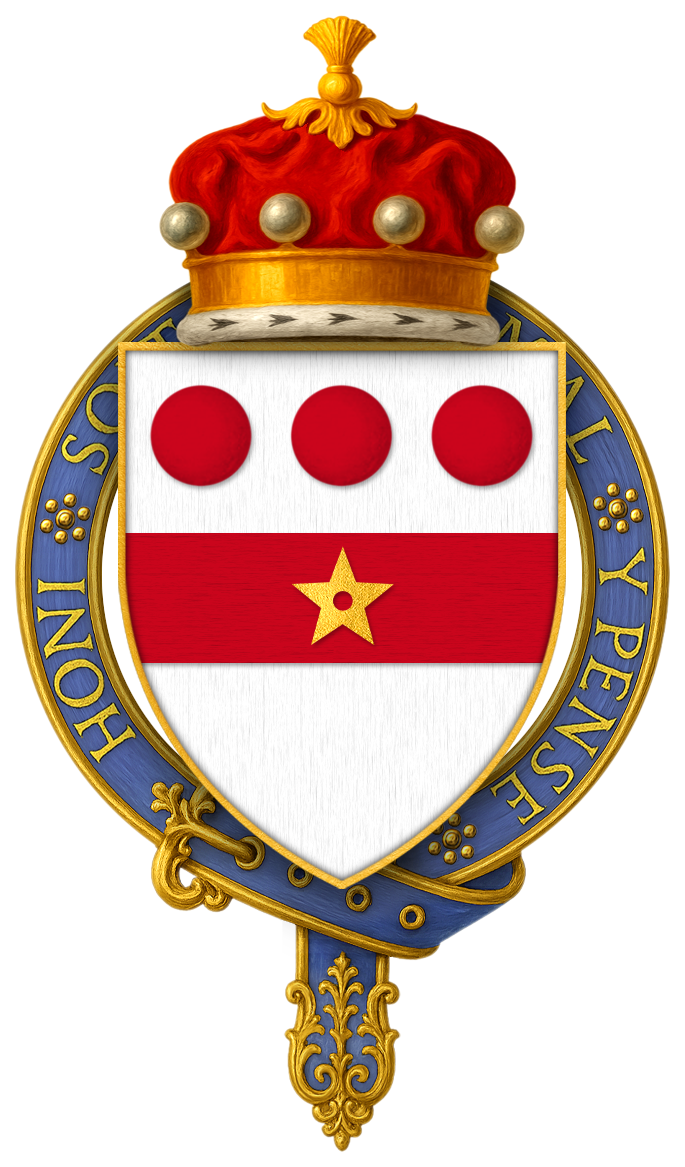
Wappen des John Devereux, 1. Baron Devereux

John Devereux, 1. Baron Devereux KG († 22. Februar 1393 in London) war ein englischer Adliger, Militär und Höfling. Nach einer militärischen Karriere diente er unter König Richard II. als Diplomat und Verwalter und schließlich bis zu seinem Tod als Steward of the Royal Household.

## Herkunft
John Devereux entstammte der anglonormannischen Familie Devereux, einer Familie der Gentry aus Herefordshire. Seine genaue Abstammung ist ungewiss, vermutlich war er ein jüngerer Sohn von William Devereux, Gutsherr von Bodenham in Herefordshire.

## Militärische Karriere
Als jüngerer Sohn diente Devereux während des Hundertjährigen Kriegs als Soldat und wurde bereits vor 1366 zum Ritter geschlagen. 1366 gehörte er zum Heer des bretonischen Söldnerführers Bertrand du Guesclin, mit dem dieser Heinrich von Trastamara im kastilischen Thronfolgestreit unterstützte. Auf Befehl von Edward of Woodstock, des Schwarzen Prinzen, wechselte er jedoch zusammen mit den anderen Engländern die Seiten und unterstützte in der Folge König Peter den Grausamen. Auf der Seite Peters nahm er 1367 an der siegreichen Schlacht von Nájera teil. In der Folge nahm er an weiteren Kämpfen in Spanien und Südwestfrankreich teil. Unter dem Schwarzen Prinzen diente er von 1369 bis 1371 als Seneschall des Limousin und 1372 als Kommandant von La Rochelle. 1373 wurde er bei Chizé von du Guesclin gefangen genommen und kam erst gegen Zahlung eines Lösegelds vor 1375 wieder frei. Für seine Dienste hinterließ ihm der 1376 gestorbene Schwarze Prinz ab 1377 eine jährliche Pension von 200 Mark.

## Höfling, Beamter und Diplomat unter Richard II.
Als Richard, der junge Sohn des Schwarzen Prinzen, 1377 als Richard II. englischer König wurde, begann Devereux politische Karriere. Als erfahrener Militär diente er als Ratgeber der jüngeren Brüder des Schwarzen Prinzen, die für den jungen König die Regierung führten. Im März 1378 wurde Devereux zum Constable von Leeds Castle in Kent ernannt und 1380 wurde er Kommandant von Calais. Die Bedeutung dieses Amtes wurde im folgenden Jahr noch gesteigert, als Devereux auch für die Verteidigung von Guînes verantwortlich wurde. In dieser Funktion diente er bis 1390 sieben Mal als Gesandter bei Verhandlungen mit Frankreich und Flandern. Herzog Johann V. von der Bretagne, der mit ihm in Südwestfrankreich gekämpft hatte, versprach ihm eine jährliche Pension von 100 Mark, die jedoch nur unregelmäßig gezahlt wurde. Daneben übertrug ihm die Regierung die Verwaltung von beschlagnahmten Ländereien. Er wurde vom König zum Knight Banneret erhoben und erstmals am 28. September 1384 durch Writ of Summons ins Parlament berufen, wodurch er zum erblichen Baron Devereux erhoben wurde. 1385 konnte er die Herrschaft Kilpeck mit Kilpeck Castle in Herefordshire kaufen.
Als es ab 1387 zur politischen Krise in England kam, unterstützte Devereux die Lords Appellant, die gegen die Günstlingsherrschaft des Königs aufbegehrten. Nach dem Sturz von Simon Burley und anderer unbeliebter Günstlinge konnte Devereux Lyonshall in Herefordshire erwerben, und im Februar 1388 wurde er zum Steward of the Royal Household ernannt. Im folgenden Jahr wurde er dazu Constable von Dover Castle und Warden of the Cinque Ports. Im April 1389 wurde er schließlich als Knight Companion in den Hosenbandorden aufgenommen.
Während der Vorbereitungen für eine weitere Reise als Diplomat ins Ausland starb Devereux plötzlich in seinem Londoner Stadthaus. Gemäß seinem Testament wurde er in der Franziskanerkirche in London beigesetzt.

## Familie und Nachkommen
Vor 1379 hatte Devereux Margaret de Vere († 1398), eine Tochter von John de Vere, 7. Earl of Oxford († 1360) und von Maud Badlesmere geheiratet. Mit ihr hatte er mindestens zwei Kinder:
- John Devereux, 2. Baron Devereux (um 1376–1396) ⚭ Philippa Brian;
- Joan Devereux, 3. Baroness Devereux (1379–1409), ⚭ (1) Walter Fitzwalter, 5. Baron Fitzwalter († 1406), ⚭ (2) Hugh Burnell, 2. Baron Burnell († 1420).

Sein Sohn John war noch als Kind vor 1390 mit Philippa Brian, einer Enkelin und Miterbin von Guy Brian, 1. Baron Brian verheiratet worden. Nach dem kinderlosen Tod seines Sohnes 1396 wurde seine Schwester Joan seine Erbin.